# Swepstone and Newton Burgoland
Swepstone and Newton Burgoland är en civil parish i distriktet North West Leicestershire, i Storbritannien. Den ligger i grevskapet Leicestershire och riksdelen England, i den södra delen av landet, 160 km nordväst om huvudstaden London. Det inkluderar Swepstone och Newton Burgoland. Civil parish hade 679 invånare år 2021. Fram till 1 mars 2023 hette den Swepstone.